# Římskokatolická farnost Dobré Pole

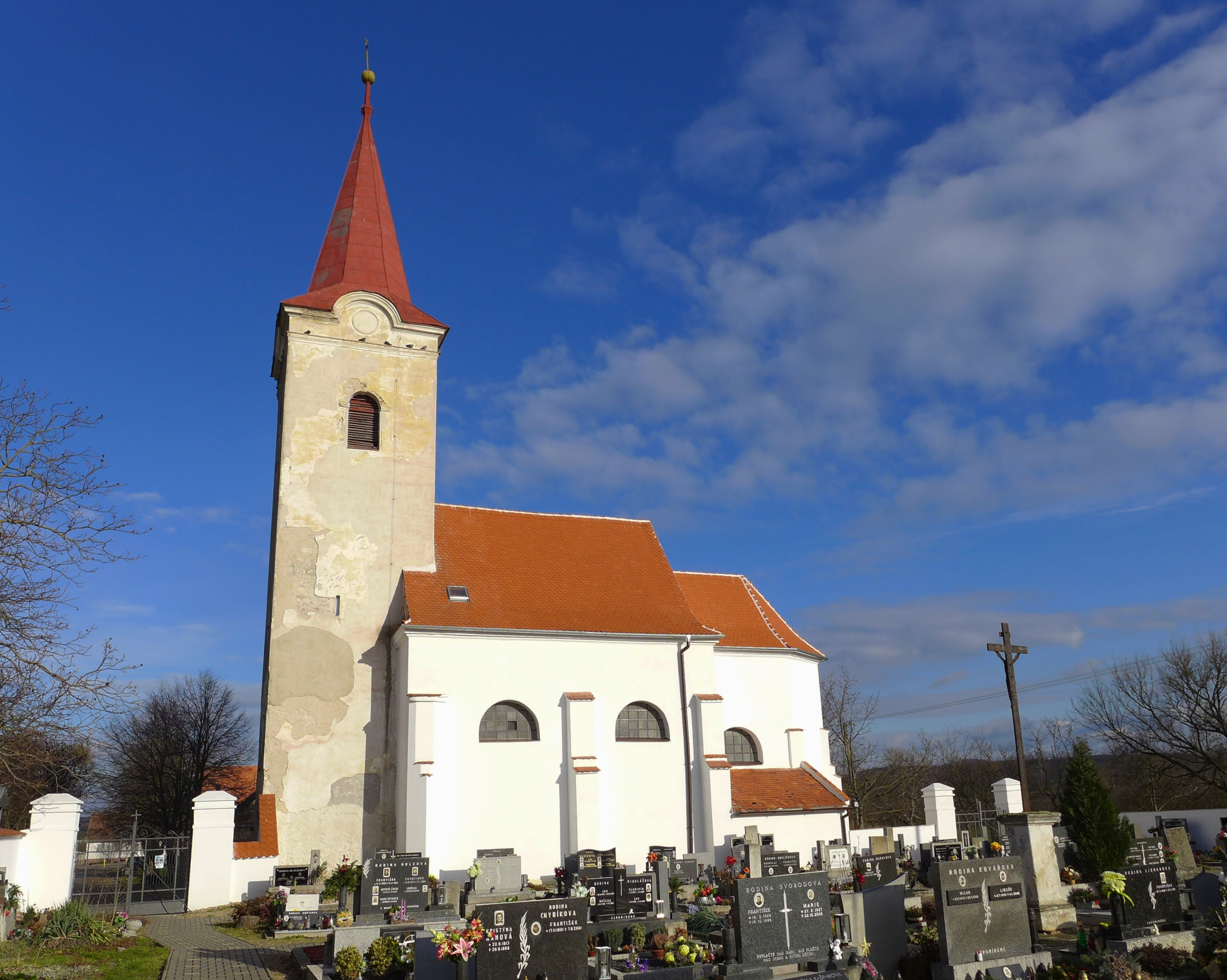
Kostel svaté Cecílie v Dobrém Poli

Římskokatolická farnost Dobré Pole byla římskokatolická farnost v Česku. Jejím sídlem byla vesnice Dobré Pole v okrese Břeclav s farním kostelem svaté Cecílie. Farnost byla součástí brněnské diecéze a roku 2024 byla zrušena sloučením do farnosti Březí u Mikulova.

## Historie
Kostel v Dobrém Poli pochází z 18. století, před jeho výstavbou zde stála drobná kaple. Nově byl v obci vztyčen dřevěný kříž při příležitosti konání církevních misií v roce 2006.
Dobré Pole bylo součástí farnosti Jevišovka. Roku 1790 zde byla zřízena lokálie, která byla v roce 1859 povýšena na samostatnou farnost, jejíž součástí bylo pouze Dobré Pole. Od roku 1999, kdy proběhla územně-správní reforma brněnské diecéze, spadala farnost do mikulovského děkanství. K 31. prosinci 2024 byla farnost zrušena a její území se stalo součástí farnosti Březí u Mikulova.

## Duchovní správci
Administrátorem excurrendo byl od srpna 2011 R. D. Mgr. Oldřich Chocholáč. Od 1. srpna 2019 do 31. prosince 2024 jím byl R. D. Pavel Pacner.

## Kostely a kaple
- kostel svaté Cecílie v Dobrém Poli (v době existence farnosti byl farním kostelem)
- kaple svaté Cecílie v Dobrém Poli

## Aktivity ve farnosti
Dnem vzájemných modliteb farností za bohoslovce a bohoslovců za farnosti brněnské diecéze i adorační dnem byl 29. březen.
Ve farnosti se pravidelně pořádala tříkrálová sbírka. V roce 2015 se při ní vybralo 7 745 korun. Při sbírce v roce 2016 činil výtěžek 7 276 korun.